# Carolinaia floris
Carolinaia floris är en insektsart. Carolinaia floris ingår i släktet Carolinaia och familjen långrörsbladlöss. Inga underarter finns listade i Catalogue of Life.